# Střemchoví
Střemchoví je vesnice, část obce Dolní Loučky v okrese Brno-venkov v Jihomoravském kraji. Nachází se v Hornosvratecké vrchovině, východně od Dolních Louček. Vsí prochází silnice II/389. Žije zde 173 obyvatel. Katastrální území Střemchoví má rozlohu 1,93 km².

## Historie
První písemná zmínka o vsi je z roku 1358. Součástí Dolních Louček je Střemchoví od roku 1960.
K 1. lednu 2005 byla vesnice Střemchoví, jako součást obce Dolní Loučky, společně s dalšími 23 obcemi převedena z okresu Žďár nad Sázavou (Kraj Vysočina) do okresu Brno-venkov (Jihomoravský kraj).

## Obyvatelstvo
V roce 1793 žilo ve vesnici 50 obyvatel v sedmi domech, v roce 1839 to bylo 82 obyvatel v deseti domech.
| Rok            | 1869 | 1880 | 1890 | 1900 | 1910 | 1921 | 1930 | 1950 | 1961 | 1970 | 1980 | 1991 | 2001 | 2011 | 2021 |
| -------------- | ---- | ---- | ---- | ---- | ---- | ---- | ---- | ---- | ---- | ---- | ---- | ---- | ---- | ---- | ---- |
| Počet obyvatel | 69   | 83   | 86   | 97   | 98   | 94   | 90   | 86   | 97   | 113  | 139  | 109  | 117  | 168  | 173  |
| Počet domů     | 10   | 11   | 11   | 11   | 12   | 12   | 14   | 19   | —    | 26   | 33   | 36   | 40   | 49   | 51   |

Vývoj počtu obyvatel

## Osobnosti
- Antonín Mrkos (1918–1996) – astronom, objevitel a spoluobjevitel 273 planetek a 13 komet.[8] Podle své rodné vesnice pojmenoval i planetku (2811) Střemchoví objevenou 10. května 1980 z hvězdárny na Kleti.

## Galerie

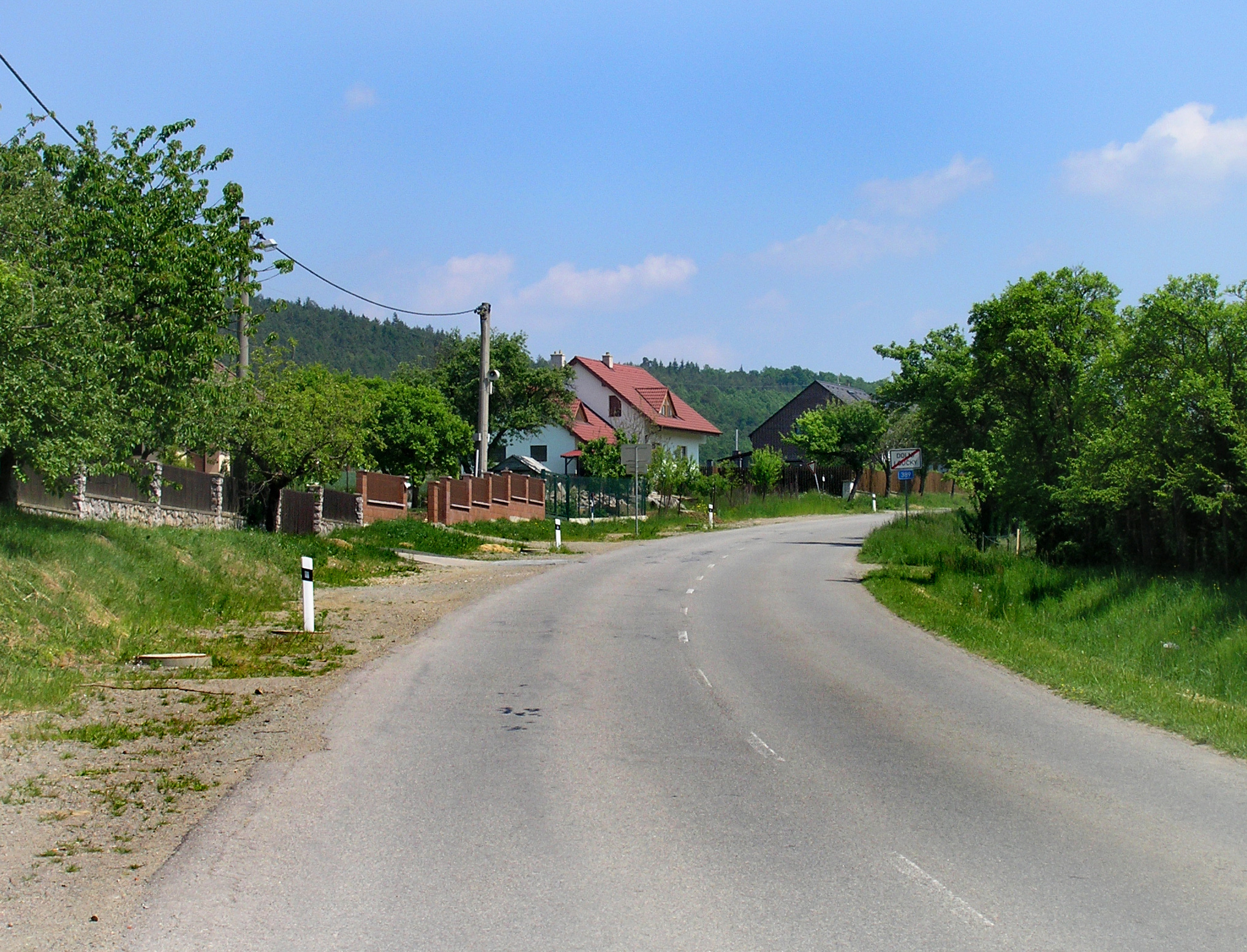
Silnice II/389 směrem k Tišnovu
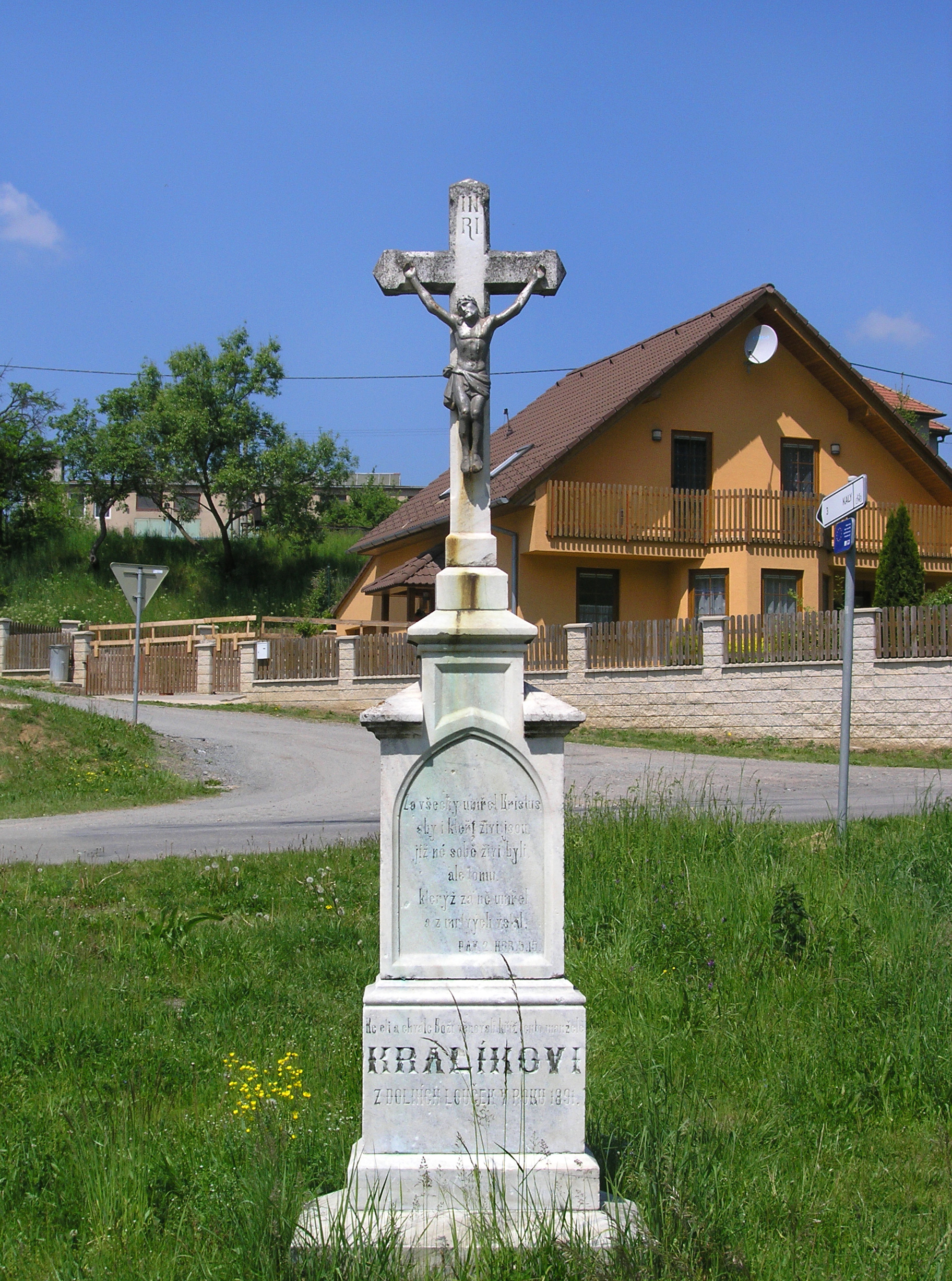
Křížek u křižovatky
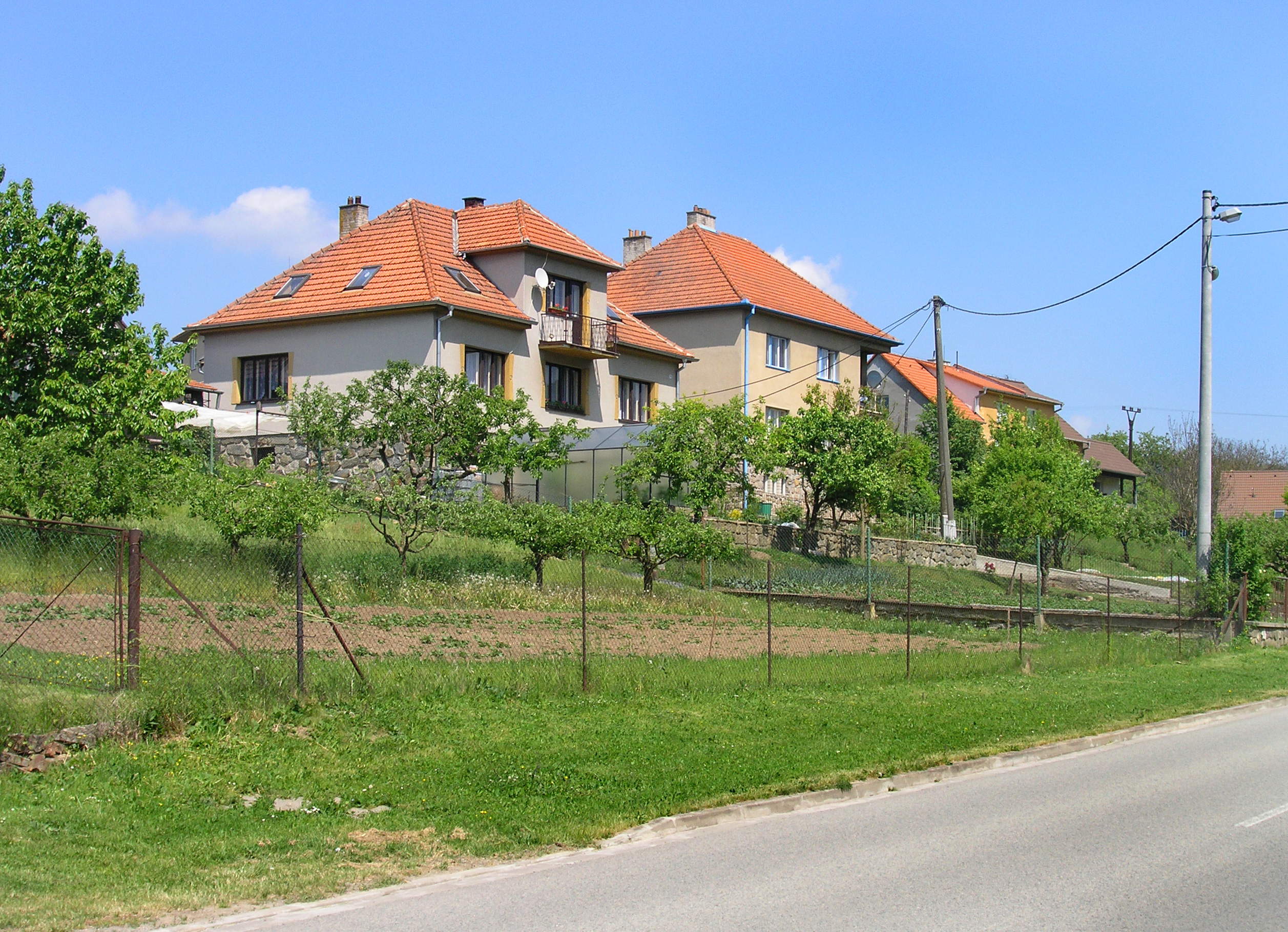
Západní část vesnice